# Entalina inaequisculpta
Entalina inaequisculpta är en blötdjursart som beskrevs av Ludbrook 1954. Entalina inaequisculpta ingår i släktet Entalina och familjen Entalinidae. Inga underarter finns listade i Catalogue of Life.